# 捕鼠氣
《捕鼠氣》（英語：Mouse Hunt）一部是1997年美國喜劇電影，高爾·韋賓斯基執導，亞當·里夫金編劇，主演是納坦·朗和李·伊万斯。該片是夢工廠發行的首部家庭片。評價好壞參半，在爛番茄上獲得43%的好評。不過卻取得了商業上的成功。電影公映於1997年12月19日聖誕節檔期，在北美獲得票房第四，在首個週末票房達6百萬美元。在1998年7月1日時的北美票房達6千萬美元，全世界票房達1.22億美元。而電影的製作預算只有3800萬美元。

## 故事大綱
講述一名生前擁有一棟房子及一間線繩工廠的老爸召回他的一對兒子領取遺產的故事。兄弟倆在拿到房子後意外發現其價值並重新裝潢時發現一隻老鼠，展開一場人鼠大戰，也意外展開下一段人生。

## 经典语录
鲁道夫·史曼兹：没有绳子的世界是混乱的。

## 外部連結
- 互联网电影数据库（IMDb）上《Mousehunt》的资料（英文）
- AllMovie上《捕鼠氣》的资料（英文）
- TCM电影资料库上《捕鼠氣》的资料（英文）
- 美国电影学会目录上的《MouseHunt》（英文）
- Box Office Mojo上《Mouse Hunt》的資料（英文）
- 爛番茄上《Mouse Hunt》的資料（英文）